# Operation Prosperity Guardian
Operation Prosperity Guardian (deutsch „Operation Wächter des Wohlstands“) ist eine multinationale Koalition, angeführt durch die USA, die im Dezember 2023 als Reaktion auf die Angriffe der Huthi-Rebellen auf die Schifffahrt im Roten Meer beim Bab al-Mandab seit der Entführung der Galaxy Leader am 19. November 2023 ins Leben gerufen wurde. Die kurz vor Weihnachten präsentierte Operation lief mit Schwierigkeiten an, da Frankreich, Spanien und Italien ihre Kriegsschiffe nicht unter US-Kommando stellen wollten.

## Hintergrund
Die Wasserstraßen vom und zum Roten Meer sind wichtige Schifffahrts-Engpässe für die Weltwirtschaft, die das Mittelmeer mit dem Indischen Ozean und den Suezkanal mit dem Horn von Afrika verbinden. Nach Beginn des Krieges in Israel und Gaza im Jahre 2023 wurden im Golf von Aden mehrere zivile Container- und Frachtschiffe von Huthi-Truppen angegriffen und entführt. Die Angriffe veranlassten mehrere große Reedereien, den Suezkanal nicht mehr zu befahren und zeitaufwendige Umwege um das Kap der Guten Hoffnung in Kauf zu nehmen.
Der Verteidigungsminister der Vereinigten Staaten, Lloyd Austin, verkündete daraufhin die Gründung einer internationalen maritimen Sicherheitsinitiative, deren Ziel es sei, Bedrohungen durch Huthi-Truppen gegen den internationalen Seehandel nach wochenlangen Angriffen auf Handelsschiffe entgegenzuwirken. In einer Stellungnahme erklärte Austin, „die jüngste Eskalation rücksichtsloser Huthi-Angriffe aus dem Jemen“ sei „eine Bedrohung des freien Handels“, gefährde „unschuldige Seeleute“ und verstoße „gegen internationales Recht“.

## Völkerrechtliche Rechtfertigung
Das Seerechtsübereinkommen der Vereinten Nationen vom 10. Dezember 1982 gibt den für Tätigkeiten in den Ozeanen, einschließlich der Bekämpfung rechtswidriger Tätigkeiten auf See, anwendbaren rechtlichen Rahmen vor. Danach haben die Mitgliedstaaten das Recht, ihre Schiffe gegen Angriffe, einschließlich solcher, die die Rechte und Freiheiten der Schifffahrt untergraben, zu verteidigen. Ziel der Operation Prosperity Guardian ist demnach der Schutz der Schifffahrtsfreiheit, indem das Bündnis Angriffe der jemenitischen Huthi-Rebellen auf Schiffe im Roten Meer – etwa mit ballistischen Raketen und Drohnen – abwehren soll.

## Beteiligte Staaten

### Vereinigte Staaten von Amerika
Die USA gründeten am 19. Dezember 2023 die Operation Prosperity Guardian. Neben den USA beteiligen sich, nach Angaben aus dem US-Verteidigungsministerium, Bahrain, Frankreich, Großbritannien, Italien, Kanada, die Niederlande, Norwegen und die Seychellen. Durch die stärkere Kooperation zwischen den Seestreitkräften solle der Schutz von Handelsschiffen verbessert werden. Nach US-Angaben haben stand 22. Dezember 2023 insgesamt mehr als 20 Länder zugestimmt, sich an der Koalition zu beteiligen, wobei einige nicht öffentlich genannt wurden. Der einzige Arabische Staat der an der Operation teilnimmt ist Bahrein.
Die Combined Task Force 153 unter der Leitung der Combined Maritime Forces wird die Operation steuern, zu der die Diamond, Lancaster, Chiddingfold, Middleton, Bangor und die Cardigan Bay gehören, dazu drei US-Zerstörer und eine griechische Fregatte. Der Flugzeugträger Dwight D. Eisenhower unterstützte die Operation zeitweilig ebenfalls. Die Mason, die bereits zuvor Drohnen im Roten Meer abgefangen hatte und angegriffenen Schiffen zu Hilfe gekommen ist, unterstützt die Operation auch.
Der US-Zerstörer Carney wehrte zwar auch dutzende Attacken der Houthis ab, dies jedoch unabhängig der Operation Prosperity Guardian.

### Weitere Nicht-EU-Staaten
Norwegen plant die Entsendung von bis zu zehn Stabsoffizieren, das Land wird jedoch keine Schiffe entsenden. Kanada hat beschlossen, drei Stabsoffiziere im Rahmen der Operation Artemis einzusetzen. Australien plant, 11 Militärangehörige zu schicken. Einen US-Antrag auf Entsendung eines Kriegsschiffes lehnten diese jedoch ab. Die Seychellen entsenden weder Schiffe noch Personal und beschränken ihre Beteiligung auf die „Bereitstellung und den Empfang von Informationen“.
Vertreter des Pentagons bezeichneten das Bündnis als Antwort auf ein internationales Problem, demnach würde die Huthi-Miliz die Wirtschaft von Nationen der ganzen Welt gefährden. Die Operation müsse sich allerdings nicht nur auf Schiffe begrenzen.
Am 12. Januar 2024 griffen die Vereinigten Staaten gemeinsam mit dem Vereinigten Königreich und weiterer Verbündeter Stellungen der Huthi im Jemen aus der Luft und vom Wasser aus an. Diese Offensivoperation fand unabhängig von der Operation Prosperity Guardian statt. Seitdem haben sich einige Staaten aus der Operation Prosperity Guardian zurückgezogen. Sie fürchten, der Konflikt könne eine militärische Eskalation im Nahen Osten fördern.

### Mitgliedstaaten der EU
Die Niederlande prüfen, ob sie zur Unterstützung der Operation Schiffe in das Gebiet schicken werden, planen jedoch momentan nur die Entsendung von zwei Stabsoffizieren.
Dänemark plant, einen Offizier für die Operation bereitzustellen.

## Führung
Das Operation Headquarters als Hauptquartier auf der militärstrategischen Ebene befindet sich in Bahrain, Operation Commander ist ein amerikanischer Admiral.
| Nr. | Land               | Dienstgrad    | Name              | Beginn der Berufung |
| --- | ------------------ | ------------- | ----------------- | ------------------- |
| 1.  | Vereinigte Staaten | Konteradmiral | Charles Cooper II |                     |

## Reaktionen
Laut dem Huthi-Sprecher Mohammed Abdulsalam werden die Huthis ihre Haltung zum Krieg im Gazastreifen trotz der Koalition nicht ändern. Das Bündnis sei „im Wesentlichen unnötig“. Denn alle an den Jemen grenzenden Gewässer seien sicher. Eine Ausnahme gelte für israelische Schiffe oder Schiffe, die Israel ansteuerten, wegen dessen „ungerechtfertigten aggressiven Krieges gegen Palästina“. Bereits am 22. Dezember demonstrierten in Sanaa tausende gegen die US-geführte Koalition und bekräftigen ihre Unterstützung für Palästina.
Obwohl von den Vereinigten Staaten als Teil der Koalition benannt, erklärte das französische Verteidigungsministerium, seine Kriegsschiffe würden „unter französischem Kommando bleiben“. Auch das italienische Verteidigungsministerium, welches die italienische Fregatte Virginio Fasan in der Gegend stationiert hat, erklärte, dass das Kriegsschiff nicht Teil von Prosperity Guardian sei. Das spanische Verteidigungsministerium erklärte, es werde sich nur an Operationen unter NATO- oder EU-Koordinierung beteiligen. Gleichzeitig legte Spanien ein Veto gegen jeglichen EU-Beitrag zur Operation Prosperity Guardian ein, sollte dieser über die Ressourcen der EU-geführten Operation Atalanta bereitgestellt werden.
Djibouti, welches ein Anrainerstaat des Roten Meeres ist, untersagte der USA die Stationierung von Raketensystemen für die Operation Prosperity Guardian in dem von der USA betriebenen Militärstützpunkt in ihrem Land und sieht die Intervention der Huthis als berechtigt im Sinne der Entlastung der Palästinensischen Seite. Saudi-Arabien wie auch Ägypten und andere arabische Staaten nehmen an der Operation Prosperity Guardian nicht teil.

## EuropäischeOperation Aspides
Die EU wollte die US-Initiative zur Sicherung der Schifffahrt im Roten Meer zwar grundsätzlich unterstützen, jedoch nicht durch eine Ausweitung der Operation Atalanta, die seit 2008 im Golf von Suez, dem Golf von Aqaba, dem Roten Meer, im Somali-Becken und dem Golf von Aden insbesondere Schiffe des Welternährungsprogramms gegen Piraterie schützt. Am 19. Februar 2024 beschloss der Rat der Europäischen Union daher auf Vorschlag Spaniens die eigenständige Operation Aspides. Im Unterschied zur amerikanisch geführten Operation werden die im Rahmen von Operation Aspides eingesetzten Kräfte keine Stellungen der Huthi in Jemen angreifen.
An der Operation Aspides, die unter griechisch-italienischem Kommando steht, beteiligte sich Deutschland mit der Fregatte Hessen zwischen Februar bis April 2024. In der namentlichen Schlussabstimmung über die Beteiligung der Bundeswehr an diesem Einsatz waren 538 Abgeordnete des Deutschen Bundestages für den Einsatz, 31 dagegen und 4 enthielten sich.